# Tetrastichus gozelae
Tetrastichus gozelae är en stekelart som beskrevs av Svetlana N. Myartseva 1989. Tetrastichus gozelae ingår i släktet Tetrastichus och familjen finglanssteklar.
Artens utbredningsområde är:
- Azerbajdzjan.
- Turkmenistan.

Inga underarter finns listade i Catalogue of Life.